# رقصة المقص
دانزا دي لاس تيجيراس هي رقصة أصلية من أصل تشانكا من جنوب جبال الأنديز في البيرو، تتكون الرقصة من راقصين أو أكثر، تليها فرق الأوركسترا الخاصة بهم المكونة من الكمان والقيثارة، يرقص الراقصون بالتناوب، ويقومون بحركات صريحة وخطوات صعبة، مثل الرقص بقدم واحدة فقط.
الأماكن التي تكون فيها هذه الرقصة أكثر تأثيرًا هي:
هوانكافيليكا، وأياكوتشو، وجونين، وأبوريماك، و ليما.
صنفت اليونسكو دانزا دي لاس تيجيراس ضمن التراث الثقافي اللامادي في عام 2010.
يمكن أن تكون رقصة المقص بأنواع مختلفة، على سبيل المثال، الرقصة الكبرى أو رقصة المنافسة، أو الرقصة الأصغر أو "Qolla alva" التي يتم رقصها ليلاً؛  وزاباتيوس، الذين تم إعدامهم في احتفالات عيد الميلاد.  في مسابقة الرقص، يرقص راقصان (يُطلق عليهما أيضًا "دانزاق" أو "توسوق") بالتناوب ويتحدون بعضهما البعض للتغلب على مخاطر الخطوات التي يؤديانها، وتعرف هذه المسابقة باسم "أتيباناكوي"، "هابيناكوي"، "توباناكوي"  من بين أمور أخرى.

## التاريخ

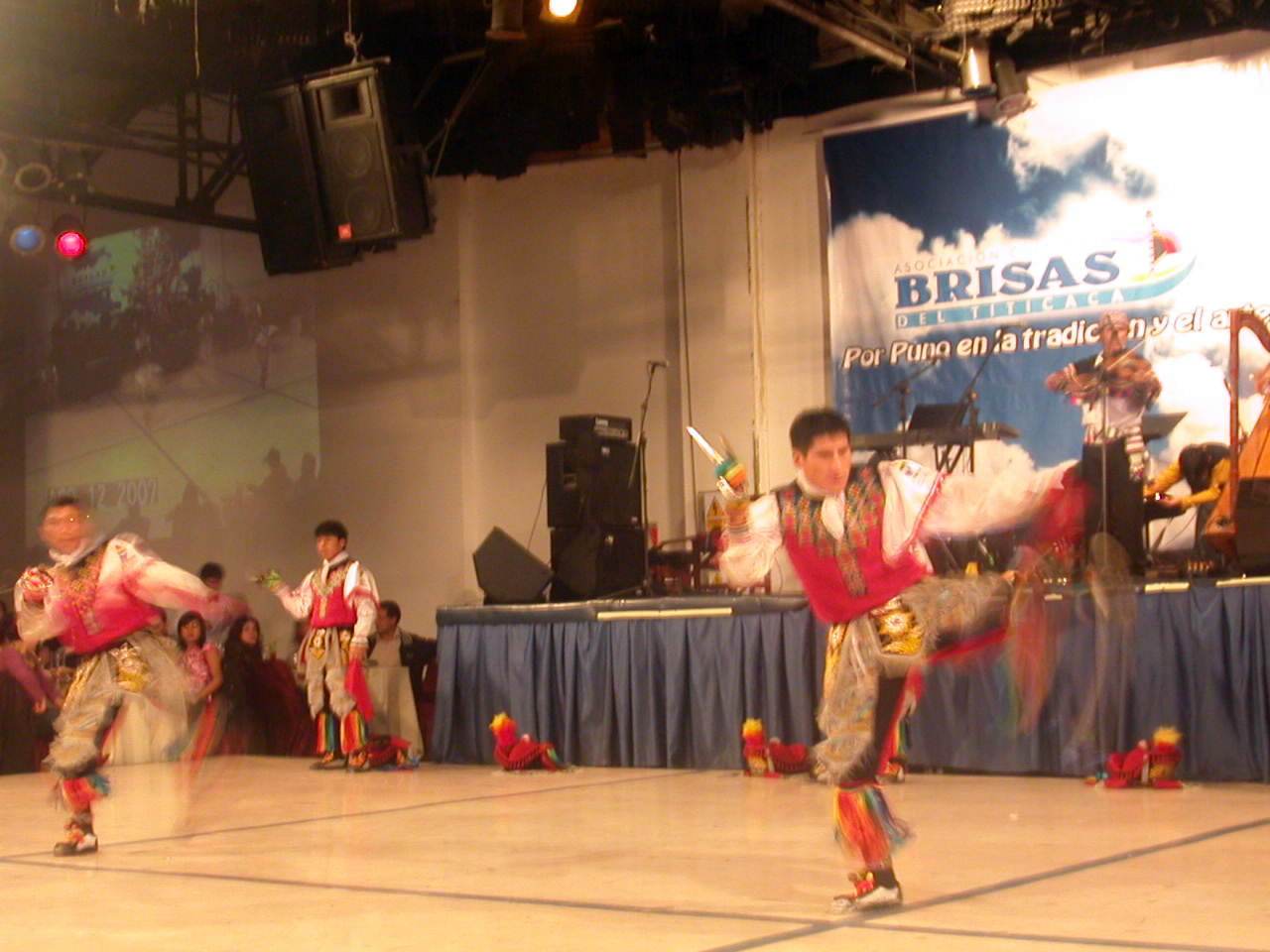
دانزا دي لاس تيجيراس(رقصة المقص).

Danzantes de tijeras (راقصو المقص) هم من نسل "tusuq laykas"، الكهنة ما قبل الإسبانيين، العرافين، المعالجين والشامان الذين تعرضوا للاضطهاد خلال المستعمرة.  في هذه الفترة الاستعمارية، بدأوا يُعرفون باسم "supaypa waman" (ابن الشيطان في لغة الكيشوا) ولجأوا إلى المناطق المرتفعة.  مع مرور الوقت، قبل المستعمرون عودتهم ولكنهم اشترطوا عليهم الرقص من أجل الإله الكاثوليكي والقديسين. وبهذه الطريقة، بدأوا في أداء رقصة النمر في مهرجانات القديسين.
```
 في الوقت الحاضر، أصبحت رقصة سحرية دينية وطقوسية تمثل، من خلال تصميمات الرقصات الخاصة بها، أرواح الباشاماما والياكوماما والهاناكباشا والأوكوباتشا وغيرهم.
```

```
 خلّد الكاتب البيروفي 
خوسيه ماريا أرغويداس
 (1911-1969) دانزانتي دي تيجيراس في عدة روايات، حتى في القصة القصيرة 
 La agonía de Rasu Ñiti (1962)
 الشخصية الرئيسية هي واحدة منها.
```

## الترميز
يتم التعرف على راقصي المقص بمهارة طقوسية وتحدي من وجهة نظر خارجية.  في الأساس، تعتبر رقصة المقص مظهرًا مثيرًا للإعجاب للفنون والمهارات البدنية، ولكنها تمثل بالنسبة لرجل الأنديز طقوسًا معقدة.  تدور سلسلة من الألغاز حول الراقصين (الذين يقومون بالطقوس) الذين، في موجة من القوة والمرونة، يختبرون مهاراتهم من خلال القفز الشبيه بالجمباز على صوت القيثارة والكمان، بينما يقطعون الهواء مع مقصهم.
وفقًا لكهنة المستعمرة، فإن جانبها السحري يخضع لاتفاق معين مع الشيطان، بسبب الحركات أو الاختبارات المفاجئة التي ينفذونها في الرقص.تُسمى هذه الاختبارات أتيباناكوي.
```
الأداة المركزية للرقص هي المقص المتقن المكون من لوحين معدنيين مستقلين يبلغ طول كل منهما حوالي 25 سم، وعندما يتم دمج الصفيحتين يشكلان شكل مقص حاد الأطراف.  حل المقص محل الحجارة المسطحة المستخدمة في 
العصور القديمة
 نظرًا لتشابه الصوت الذي تصدره.  ويعتبر إهانة كبيرة إذا سقط المقص من يد الراقص وهو يرقص.
```

## انظر المزيد
- Peruvian dances
- Taki Unquy

## روابط خارجية
- (بالإسبانية) Gabriel Aller, Danzando con tijeras.